# Nicoletta Zanini
Nicoletta Zanini (Cervia, 8 ottobre 1967) è un soprano italiano.
Compie i suoi studi principalmente sotto la guida di Elvina Ramella sua volta famoso soprano leggero degli anni 60/70 si perfeziona a New York sotto la guida del mezzosoprano Natasha Lutov; l'inquadramento della voce di schietto soprano lirico della Zanini, la conduce quindi al debutto nel 1991 a Savona, sotto la direzione musicale di Richard Bonynge e con l'orientamento della grande Joan Sutherland.
La carriera si sviluppa attraverso molteplici ruoli, principalmente in parti minori e passa a ingaggi in ruoli di protagonista nelle principali istituzioni liriche italiane che la porteranno a cantare nel grande tempio della lirica, il Teatro alla Scala di Milano sotto la guida del M. Riccardo Muti, con puntate prestigiose all'estero, sempre in ruoli del grande repertorio operistico tra cui Boheme, Carmen,  Gianni Schicchi,  L'Amico Fritz, Adriana Lecouvreur,  La Vedova Allegra, Aureliano in Palmira, Sigismondo, Rigoletto, Ernani,  Suor Angelica, Manon di Massenet, Don Giovanni, nel ruolo di Donna Elvira, Mefistofele, Nozze di Figaro, Simon Boccanegra delineando una Maria Boccanegra di grande fascino vocale, Manon Lescaut, Turandot fino al grande traguardo di Tosca, eseguita più volte sia in Italia sia all'estero, sempre con successo di pubblico e critica.
È stata diretta da grandi direttori d'orchestra tra i quali figurano i Maestri: P. Carignani, A. Allemandi, C. Palleschi, D. Oren, M. Benini, A. Curtis, S. Ranzani, N. Santi, B. Bartoletti, P. Maag, R. Bonynge, S. A. Reck, R. Chailly, T. Severini, M. De Bernart, B. Campanella, K. L. Wilson, N. Luisotti, A. Jourdan, J. Conlon e R. Muti. 
Nel 2009 tiene una serie di recital in Canada.
Nel 2010, dopo un'assenza di alcuni anni, torna al Teatro alla Scala di Milano, in Rigoletto di Giuseppe Verdi.
Nel 2011 tiene un recital e una master class presso l'Università Nord Orientale di Harbin (Cina)
Particolarità della voce della Zanini è il colore, scuro, ma limpido e con venature metalliche: tutto questo, unito al temperamento e alla sicurezza tecnica, nonché ad una grande presenza scenica, la predispongono ad affrontare personaggi anche caratterizzati da intensa drammaticità e che richiedono notevole forza espressiva.
Dal 2007 al 2012015 viene chiamata come docente di canto presso la prestigiosa Scuola Musicale di Milano.
Tuttora in carriera, pur con impegni teatrali diradati, si dedica attivamente all'insegnamento del canto a Milano, sua città di adozione, curando, con particolare attenzione, le voci femminili di registro sopranile e mezzosopranile e nell'ultimo anno estendendo la sua esperienza anche al registro tenorile e baritonale.
D'estate viene regolarmente invitata a tenere masterclass nelle più prestigiose città del mondo, soprattutto in Giappone dove tiene dal 2013 al 2018 due masterclass all'anno nelle città di Tokyo.,Tokushima e Sapporo. 